# Угода Ріо-де-Жанейро
Португальсько-бразильський договір 1825 року або угода Ріо-де-Жанейро — договір, підписаний за посередництва Великобританії в Ріо-де-Жанейро 29 серпня 1825 Португальським королівством і самопроголошеною Бразильською імперією, що формально завершив португало-бразильську війну й офіційно визнав Бразилію незалежною державою. Ратифіковано 30 серпня 1825 імператором Бразилії Педру I і 15 листопада 1825 королем Португалії Жуаном VI. Набрав чинності 15 листопада 1825 після обміну в Лісабоні ратифікаційними документами.
Жуан VI залишався королем Португалії та Алгарве і номінально носив титул імператора Бразилії до смерті 1826. Де-факто та де-юре імператором Бразилії став його син Педру I.